# (4424) Arkhipova
(4424) Arkhipova est un astéroïde de la ceinture principale.

## Description
(4424) Arkhipova est un astéroïde de la ceinture principale. Il fut découvert le 16 février 1967 à Naoutchnyï par Tamara Smirnova. Il présente une orbite caractérisée par un demi-grand axe de 2,76 UA, une excentricité de 0,08 et une inclinaison de 14,7° par rapport à l'écliptique.

## Compléments